# Valery Kashuba
Valery Kashuba (in russo Валерий Юрьевич Кашуба?; traslitterazione anglosassone: Valery Yuryevich Kashuba; Belovodskoe, 14 settembre 1984) è un ex calciatore kirghiso, di ruolo portiere.

## Palmarès

### Club
SKA-PVO Bishkek
- Kyrgyzstan Cup (1): 2003
- Kyrgyzstan League (2); 2006, 2007
- Kyrgyzstan Cup (1): 2006
- Coppa del Presidente dell'AFC (1): 2007

Abdish-Ata Kant
- Kyrgyzstan Cup (1): 2009

Alay Osh
- Kyrgyzstan League (1); 2013
- Kyrgyzstan Cup (1): 2013